# Kirche der Gottesmutter von Częstochowa (Łukta)
Die Kirche der Gottesmutter von Częstochowa in Łukta (deutsch Locken) ist ein Bauwerk aus dem 13. Jahrhundert, das 1407 abschließend zum heute noch vorhandenen Gebäude umgestaltet wurde. Bis 1945 war sie das zentrale Gotteshaus des evangelischen Kirchspiels Locken in Ostpreußen und ist heute römisch-katholische Pfarrkirche in der polnischen Woiwodschaft Ermland-Masuren.

## Geographische Lage
Łukta liegt im Westen der Woiwodschaft Ermland-Masuren, 14 Kilometer nordwestlich der Kreisstadt Ostróda (deutsch Osterode in Ostpreußen). Das Dorf lieg im Kreuzungsbereich der Woiwodschaftsstraßen 527, 530 und 531. Die nächste Bahnstation ist Gamerki Wielkie (Groß Gemmern) an der Bahnstrecke Olsztyn–Bogaczewo (deutsch Allenstein–Güldenboden).

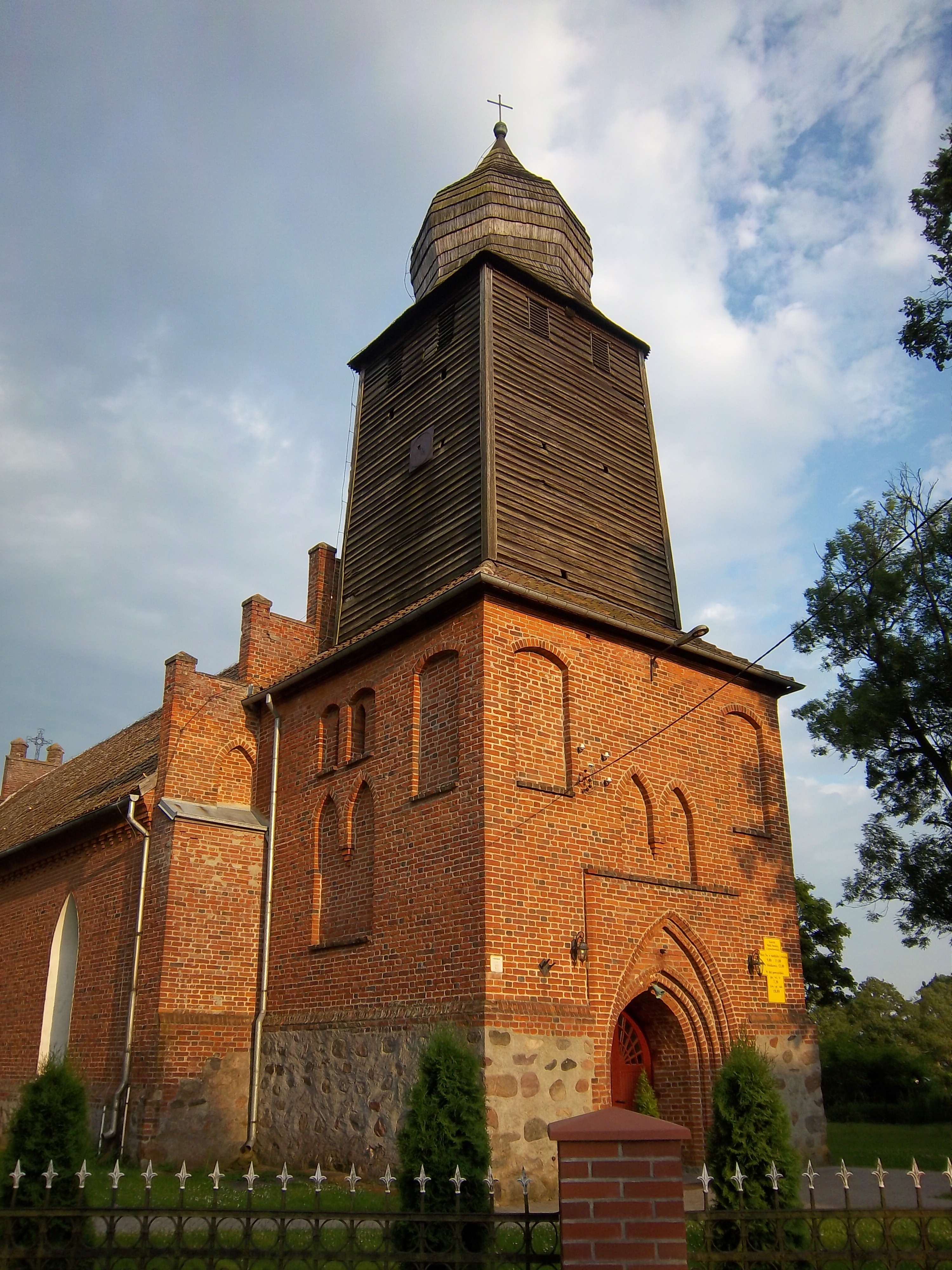
Der Turm der Kirche

## Kirchengebäude
Der Bau der Kirche in Locken fiel in das 13. Jahrhundert. Oft wird das Jahr 1279 als Baujahr genannt, jedoch fehlt dafür jeglicher Beleg. Um 1407 wurde das Gotteshaus endgültig zu einem einschiffigen chorlosen Backsteinbau mit Feldsteinfundament umgestaltet, wobei zwei seitliche Eingänge und ein kunstvolles Westportal angesetzt wurden. Auf einen Unterbau von Feld- und Ziegelsteinen kam später der hölzerne Turm mit welscher Haube dazu. Die Wetterfahne auf der barocken Turmhaube, die um 1700 aufgesetzt wurde, zeigte die Jahreszahl 1876 (oder 1877) an.
1878/1879 fand eine grundlegende Restaurierung der Kirche statt. Man baute die nördliche Vorhalle an und gestaltete den Ostgiebel neu. Eine alte Kapelle an der Südostseite wurde abgebrochen.
Auch der Innenraum fand in dieser Zeit eine teilweise Neugestaltung. Er erhielt eine hölzerne Flachdecke, die auch die Orgel- und Seitenemporen überspannt. Spuren alter Wandmalereien sind noch erkennbar.

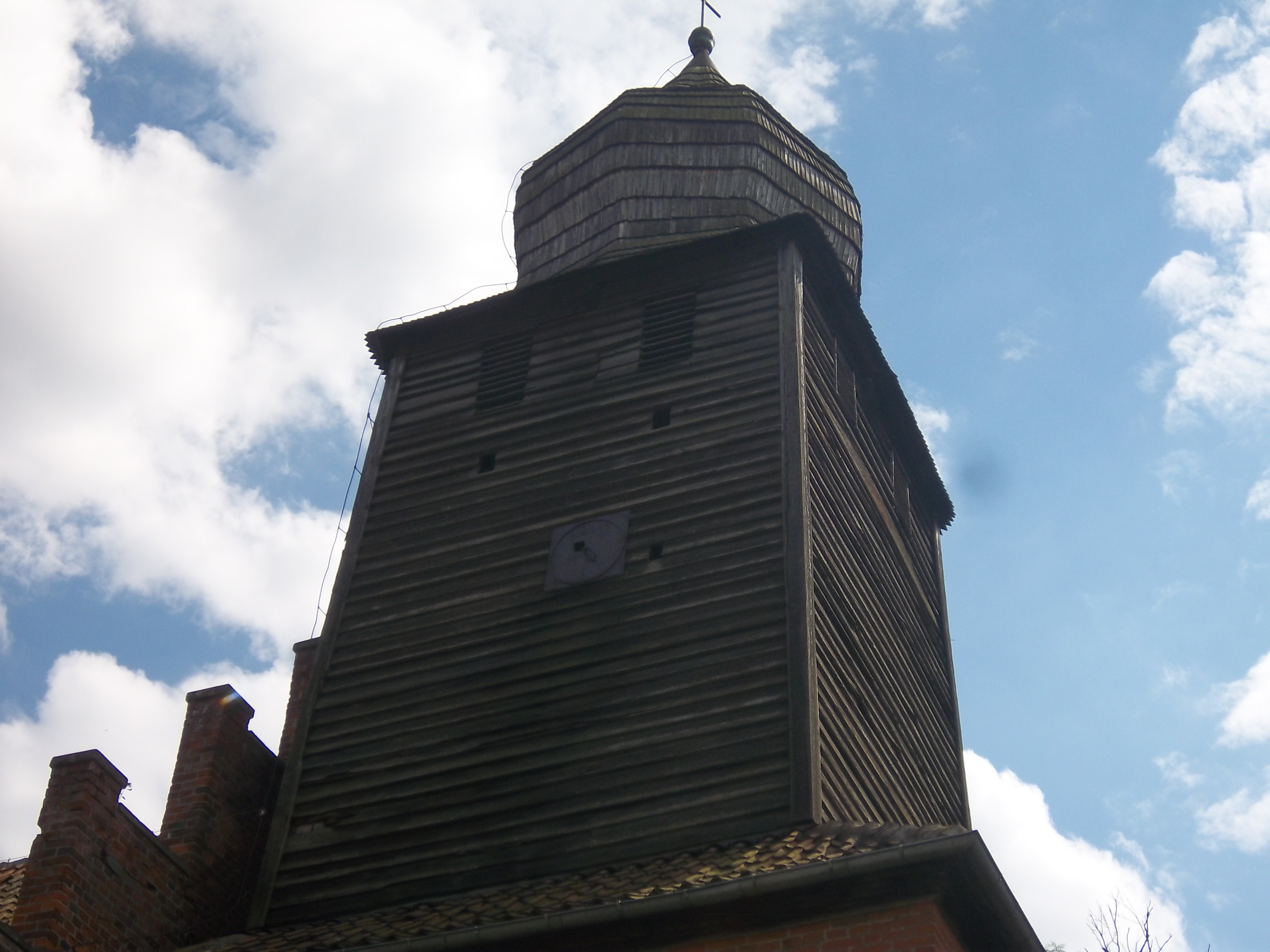
Rest der Turmuhr am Glockenstuhl

Der schlichte Altar von 1580 wurde 1601 ergänzt und 1820 sowie 1950 restauriert. Die Kanzel entstand Ende des 16. Jahrhunderts. Das Altargerät stammt aus dem 17. und 18. Jahrhundert. Eine Taufschale aus Messing wurde 1615 von Gräfin Schlieben gestiftet. Ein Taufengel aus dem 17. Jahrhundert geriet 60 Jahre lang in Vergessenheit und fristete sein Dasein auf dem Kirchenboden, bis er am 1. März 2007 in die Werkstatt von Katarzyna Miczuk kam und restauriert werden konnte.
Eine Orgel erhielt die Kirche im Jahre 1854. Das Geläut besteht aus drei Glocken.
Die bis 1945 evangelische und seit 1950 römisch-katholische Pfarrkirche ist heute der Gottesmutter von Częstochowa (Tschenstochau) gewidmet. Seit dem 12. April 1959 ziert ein von Bolesław Rudkowski aus Częstochowa angefertigtes Gemälde der Schwarzen Madonna von Tschenstochau die Kirche. Mehrfach nahm man bis heute an dem Gotteshaus Arbeiten zur Umgestaltung speziell auch für die veränderten liturgischen Bräuche vor.

## Kirchengemeinde
Die Gründung der Kirche in Locken fiel in vorreformatorische Zeit. Mit der Einführung der Reformation in Ostpreußen übernahm die Gemeinde 1525 die lutherische Konfession.

### Evangelisch

#### Kirchengeschichte
Vor 1945 waren Locken und die Nachbargemeinde Langgut (polnisch Łęguty) vereinigte Kirchengemeinden, die sich den Pfarrer „teilten“. Der Amtssitz des Geistlichen war Locken. Beide Gemeinden unterstandem adligem Patronat, wobei dieses für Locken dem Gutsbesitzer in Ramten (polnisch Ramoty) oblag.
Im Jahre 1925 waren insgesamt 5500 Gemeindeglieder zu versorgen, die in 39 Ortschaften wohnten: 4300 im Sprengel Locken (28 Orte) bzw. 1200 im Sprengel Langgut (11 Orte). Bis 1945 gehörten beiden Gemeinden zum Superintendenturbezirk Osterode in Ostpreußen (polnisch Ostróda) im Kirchenkreis Osterode innerhalb der Kirchenprovinz Ostpreußen der Kirche der Altpreußischen Union.
Flucht und Vertreibung der einheimischen Bevölkerung setzten dem Leben der evangelischen Kirchengemeinde in dem dann Łukta genannten Dorf ein Ende. Heute hier lebende evangelische Einwohner gehören zur Kirche Łęguty (Langgut), die den Protestanten als eine der wenigen Kirchen in Ostpreußen nach 1945 verblieb. Sie ist der Diözese Masuren der Evangelisch-Augsburgischen Kirche in Polen zugeordnet.

#### Kirchspielorte
Bis 1945 gehörten zum Kirchspiel Locken folgende Orte und Ortschaften:
| Deutscher Name                 | Polnischer Name              |  | Deutscher Name                       | Polnischer Name    |
| ------------------------------ | ---------------------------- |  | ------------------------------------ | ------------------ |
| Bärenwinkel                    | Niedźwiady                   |  | Luzeinen                             | Lusajny            |
| * Brückendorf                  | Mostkowo                     |  | Magergut (Nord) Magergut (Süd)       | Maronie Chudy Dwór |
| Draglitz                       | Dragolice                    |  | Markusschöwen 1938–1945: Markushöfen | Markuszewo         |
| * Dungen                       | Dąg                          |  | * Moldsen                            | Molza              |
| Eissingsheide                  |                              |  | Neu Ramten                           | Nowe Ramoty        |
| Eissingsmühle                  |                              |  | Plichten                             | Plichta            |
| Falkenstein                    | Zajączkowo                   |  | * Pulfnick                           | Pelnik             |
| Friedrichsberg                 | Kroninek                     |  | Pupken                               | Pupki              |
| * Gallinden                    | Ględy                        |  | Ramten                               | Ramoty             |
| Gemmern, Groß~ Gemmern, Klein~ | Gamerki Wielkie Gamerki Małe |  | Sporken                              | Spórka             |
| Hinzbruch                      | Strzałkowo                   |  | Taberbrück                           | Tabórz             |
| * Kämmersdorf                  | Komorowo                     |  | * Wönicken                           | Wynki              |
| * Koiden                       | Kojdy                        |  | * Worleinen                          | Worliny            |
| * Locken                       | Łukta                        |  | Ziegenberg 1926–1945: Schönhausen    | Kozia Góra         |

#### Pfarrer
An der Kirche in Locken amtierten bis 1945 als evangelische Geistliche die Pfarrer:
- N., Stanislaus, 1542
- Albert Studeiski, bis 1564
- Martin Cribanus, bis 1586
- Johann Hoffmann, 1589
- Daniel Hoffmann, 1599–1624
- Maertin Aurifaber, bis 1604
- Christoph Reimann, 1624–1626
- Johann Ebel, 1626–1654
- Georg Kirstenius, 1654
- Matthäus Keller, bis 1672
- Albert Luttermann, 1672–1709
- Johann Andreas Poplawski, 1714–1732
- Daniel Gotthard Plehwe, 1732–1761
- Matthias Zacha, 1761–1768
- Carl Richard Neumann, 1769–1794
- Christoph Nadrowski, 1794–1808
- Samuel Neumann, 1810–1820
- Ernst Eduard Jeimke, 1821–1823
- Gottlieb Skupch, 1823–1824
- Johann Carl Hagenau, 1825–1828
- Johann Ferdinand Biehahn, ab 1829
- Gottlieb Kossobutzki, 1850–1888
- Rudolf Leopold Kopkow, 1888–1921
- G.C. Ernst Kroll, 1895–1901
- Theodor H.H. Kaminski, 1901–1902
- Franz Eduard Fritz Lörzer, 1903–1908
- Leonhard Kirschner, 1921–1924
- Arthur Kirstein, 1922–1936
- Kurt Friedrich Sulimma, 1936
- Erich Luckat, 1937
- Konrad Buchholz, 1937–1945

#### Kirchenbücher
Von den Kirchenbüchern der Pfarrei Locken haben sich erhalten und werden im Evangelischen Zentralarchiv in Berlin (EZA) bzw. bei der Deutschen Zentralstelle für Genealogie in Leipzig (DZfG) aufbewahrt:
- Taufen: 1714–1874 (DZfG), 1900–1930 (EZA)
- Trauung: 1714–1733, 1735–1875 (DZfG), 1903, 1908, 1919–1920, 1925–1927, 1929 (EZA)
- Begräbnisse: 1733–1875 (DZfG), 1900–1931 (EZA).

### Römisch-katholisch
Vor 1945 war Locken in die Kirche Osterode in Ostpreußen eingepfarrt. Nach 1945 bildete sich in Łukta aufgrund des Zuzugs zahlreicher polnischer Neubürger eine römisch-katholische Gemeinde, der 1950 die bisher evangelische Kirche als Gotteshaus übereignet wurde. Am 1. Juni 1962 errichtete der ermländische Bischof Tomasz Wilczyński hier die Pfarrei der Gottesmutter von Częstowchowa.
Die Pfarrei Łukta untersteht dem Erzbistum Ermland. Das Dorf ist selber Sitz eines Dekanats, dem fünf Pfarreien zugehörig sind: Florczaki (Eckersdorf) mit Ruś (Reußen) und Żabi Róg (Horn), Łukta mit Mostkowo (Brückendorf), Nowe Kawkowo (Neu Kockendorf) mit Szałstry (Schaustern), Skolity (Schlitt) mit Włodowo (Waltersdorf), sowie Wrzesina (Alt Schöneberg).
Am 4. Juli 2010 fand in der Kirche in Łukta eine besondere Messfeier statt: der Hochmeister des Deutschen Ordens, Abt Bruno Platter zelebrierte sie als Nachfolger des Ulrich von Jungingen, der 603 Jahre zuvor die Kirche weihte.